# República (2010)
República é uma minissérie de televisão portuguesa, do género de romance e drama histórico, realizada por Jorge Paixão da Costa e produzida pela Ukbar Filmes, com a participação de Produções Fictícias, para a RTP. Teve a sua estreia a 4 de outubro de 2010 na RTP1, pela ocasião das celebrações do centenário da Implantação da República Portuguesa.
Composta por dois episódios, a narrativa acompanha os últimos dias da monarquia em Portugal através do amor proibido de Luísa, Marquesa de Entre-os-Rios, e Carlos da Palma, capitão republicano e maçon, cujas vidas se cruzam com os principais protagonistas dos eventos que precederam e originaram a Revolução de 5 de Outubro de 1910. Apesar de ser inspirado em eventos verídicos, as duas personagens principais são puramente ficcionais.

## Elenco
- Helena Costa como Luísa, marquesa de Entre-os-Rios
- Pedro Lamares como Carlos da Palma
- Joaquim de Almeida como Henrique, marquês de Entre-os-Rios
- Sisley Dias como D. Manuel II
- Ana Nave como D. Amélia
- Cassiano Carneiro como Renato
- António Melo como Sousa
- Patrícia André como Isabel
- Filomena Cautela como Marta
- Ian Velloza como António Machado Santos
- Fernando Luís como José Relvas
- Cláudia Jardim como Adelaide Cabete
- Inês Nogueira como Carolina Beatriz Ângelo
- João Lagarto como Cândido dos Reis
- Filipe Vargas como Paiva Couceiro
- Breno Moroni como Hermes da Fonseca
- Carlos Ferreira como Inocêncio Camacho
- Paulo Coimbra como Eusébio Leão
- Carloto Cotta como Jovem Oficial
- Miguel Monteiro como Conselheiro
- António Aldeia como General
- Adriano Carvalho como Tenente
- Luís Lucas como Tradutor
- Christophe Moegle como Barão Schmidtals
- Vasco Magalhães como António
- Pedro Efe como Tomás
- Maria Arriaga como Clotilde
- Filomena Gonçalves como Conceição
- Vânia Naia como Ivette
- Myriam Madzalik como Ludmila
- Helena Lobo como Milinha

## Episódios
| # | Nome                  | Duração | Data de Estreia      | Canal Emissor |
| - | --------------------- | ------- | -------------------- | ------------- |
| 1 | Levantai Hoje de Novo | 57 min  | 4 de outubro de 2010 | RTP 1         |
| 2 | Às Armas              | 57 min  | 5 de outubro de 2010 | RTP 1         |